# United-Airlines-Flug 173
Am 28. Dezember 1978  stürzte  ein Verkehrsflugzeug des Typs Douglas DC-8 in der Nähe von Portland ab. Das Flugzeug führte den United-Airlines-Flug 173 aus, der vom Flughafen New York JFK über Denver-Stapleton, Colorado nach Portland, Oregon führte. Ausgelöst wurde der Unfall durch Treibstoffmangel, dessen Ursache in einer unzureichenden Aufgabenteilung bzw. Zusammenarbeit der Besatzung (Crew Resource Management) begründet lag.

## Flugverlauf
Die Besatzung des Fluges bestand aus erfahrenen Personen. Flugkapitän Malburn McBroom (52 Jahre alt), Erster Offizier Rodrick ‚Rod‘ Beebe (45) und Flugingenieur Forrest Mendenhall (41). McBroom war seit 27 Jahren bei United Airlines tätig und war mit 27.600 Flugstunden einer der erfahrensten Piloten dieser Gesellschaft. Ebenfalls verbrachte er ungefähr 5500 Flugstunden als Kapitän auf der DC-8. Beebe war seit 13 Jahren bei United angestellt und hatte mehr als 5200 Flugstunden hinter sich. Der Flugingenieur besaß 11 Jahre Betriebszugehörigkeit und über 2500 Flugstunden.
Das Flugzeug hob in Denver um 14:47 Uhr mit 189 Personen ab. Die berechnete Flugzeit war 2 Stunden und 26 Minuten, und für 17:13 Uhr war die Landung in Portland geplant. Nach dem Flugplan betrug die für den Flug vorgeschriebene Mindest-Treibstoffmenge 14.470 kg; tatsächlich hatte das Flugzeug mit 21.183 kg sogar deutlich mehr Treibstoff in den Tanks, als es in Denver das Gate verließ.
Beim Ausfahren des Fahrwerks im Landeanflug auf den Flughafen Portland bemerkte die Besatzung eine abnormale Vibration und ein Gieren des Flugzeugs sowie das ausbleibende Aufleuchten einer Kontrollleuchte, die das korrekte Ausfahren des Fahrwerks anzeigen soll. Die Besatzung forderte eine Warteschleife an, um das Problem zu diagnostizieren. Etwa eine Stunde lang überflog die Besatzung den Südosten von Portland und arbeitete daran, den Status des Fahrwerks zu ermitteln und sich auf eine mögliche Notlandung vorzubereiten. Während dieser Zeit überwachte keines der drei Besatzungsmitglieder im Cockpit die Treibstoffvorräte, was noch dadurch verschlimmert wurde, dass das Fahrwerk während des gesamten einstündigen Warteschleifen-Manövers ausgefahren und die Klappen auf 15° gestellt waren, was den Treibstoffverbrauch erheblich erhöhte.
Als sich die Besatzung auf den Endanflug für eine Notlandung auf der Landebahn 28L vorbereitete, fielen das erste und das zweite Triebwerk wegen Treibstoffmangels aus, woraufhin ein Mayday ausgerufen wurde. Dies war der letzte Funkspruch von Flug 173 an die Flugsicherung; das Flugzeug stürzte in einen bewaldeten Teil eines bewohnten Gebiets in einem Vorort von Portland, etwa 11 km südöstlich des Flughafens, ab.
Von den Besatzungsmitgliedern wurden zwei getötet, Flugingenieur Mendenhall und Flugbegleiterin Joan Wheeler. Weitere zwei erlitten schwere Verletzungen, und vier wurden nicht oder nur geringfügig verletzt. Acht Passagiere starben, 21 wurden schwer verletzt, und 152 hatten entweder keine oder nur kleine Verletzungen. Glücklicherweise befand sich das 304. Luftrettungs- und Bergungsgeschwader der Luftwaffenreserve am Flughafen von Portland und führte gerade routinemäßige Trainingsflüge durch, als der Unfall geschah. Hubschrauber vom Typ HH-1H wurden sofort zum Ort des Absturzes gesandt und transportierten viele der Überlebenden zu umliegenden Krankenhäusern.

## Unfalluntersuchung
Die Untersuchung des National Transportation Safety Board (NTSB) ergab, dass ein lauter Schlag gehört wurde, als etwa um 17:10 Uhr beim Anflug auf den Zielflughafen Portland International das Fahrwerk ausgefahren wurde. Nach diesem ungewöhnlichen Geräusch folgten Vibrationen und Bewegungen um die vertikale Achse. Der Mechanismus zum Einfahren des rechten Hauptfahrwerks war wegen Korrosion defekt und erlaubte es diesem Fahrwerk, ungehindert nach unten zu fallen. (Dieser Freifall des Fahrwerks ist an sich kein Problem, denn der Freifall wird bei einem Defekt des Ausfahrmechanismus absichtlich ausgelöst.) Das Fahrwerk war zwar nun ausgefahren und verriegelt, aber der heftige Freifall beschädigte den Sensor, welcher im Cockpit das korrekte Ausfahren des Fahrwerks bestätigt. Diese ungewöhnlichen Erscheinungen – Vibrationen, der laute Schlag, das nicht leuchtende grüne Lämpchen für das rechte Fahrwerk – bewogen die Besatzung dazu, den Landeanflug abzubrechen und diesem Problem nachzugehen. Auch hatte man so Zeit, die Besatzung und die Passagiere auf eine Notlandung vorzubereiten. Die Beratungen mit Douglas-Ingenieuren und Tower über mögliche Ursachen und Maßnahmen zur Behebung der Fahrwerksfehlfunktion zogen sich bis 18:15 hin, als der Besatzung schließlich klar wurde, dass wegen Treibstoffmangels eine Landung unausweichlich war. Beim Anflug fielen jedoch mehrere Triebwerke aus, so dass das Flugzeug nicht mehr in der Lage war, die Landebahn zu erreichen und in ein Waldstück in den Außenbezirken von Portland stürzte. Beachtenswert ist gerade in dieser Situation, dass ein ausgefahrenes Fahrwerk den Luftwiderstand des Flugzeuges erhöht und darum mit einem ebenso erhöhten Treibstoffverbrauch gerechnet werden muss.
Aus dem Untersuchungsbericht:
The Safety Board believes that this accident exemplifies a recurring problem -- a breakdown in cockpit management and teamwork during a situation involving malfunctions of aircraft systems in flight… Therefore, the Safety Board can only conclude that the flightcrew failed to relate the fuel remaining and the rate of fuel flow to the time and distance from the airport, because their attention was directed almost entirely toward diagnosing the landing gear problem.
Übersetzung:
Die Untersuchungsbehörde glaubt, dass dieser Unfall beispielhaft ist für ein wiederholt auftretendes Problem – ein Zusammenbruch des Crew-Managements und der Zusammenarbeit während des Flugs unter Bedingungen, die von Betriebsstörungen geprägt sind. Deshalb kommt die Untersuchungsbehörde zum Schluss, dass die Besatzung dabei versäumte, die noch vorhandene Menge an Treibstoff und den Treibstoffverbrauch im Zusammenhang mit der noch verbleibenden Flugzeit und Flugdistanz zum Flughafen zu beachten. Die Ursache dafür war, dass die Aufmerksamkeit der Besatzung fast nur dem Fahrwerks-Problem gewidmet war.
Die kausale Unfallursache gemäß Bericht war:
The failure of the captain to monitor properly the aircraft's fuel state and to properly respond to the low fuel state and the crewmember's advisories regarding fuel state. This resulted in fuel exhaustion to all engines. His inattention resulted from preoccupation with a landing gear malfunction and preparations for a possible landing emergency.
Das NTSB erachtet als wahrscheinliche Unfallursache: Das Versäumnis des Kapitäns, den Treibstoffzustand zu beobachten, und auf angemessene Weise auf die niedrige Tankfüllung sowie auf die Ratschläge der anderen Crew-Mitglieder bezüglich Treibstoffzustand zu reagieren. Dies resultierte in einem Treibstoffmangel aller Triebwerke. Diese Unachtsamkeit entstand, weil der Kapitän in die Störung des Fahrwerks und der Vorbereitung einer möglichen Notlandung vertieft war.
Als beitragende Ursachen wurde erkannt, dass es zwei anderen Besatzungsmitglieder misslang, entweder die Gefährlichkeit des Treibstoffzustandes zu erfassen oder den Kapitän auf eine erfolgreiche Weise auf diesen Treibstoffzustand hinzuweisen.
Die Situation bezüglich des Kerosins war der Cockpitbesatzung zumindest teilweise bekannt – dies bestätigen die Ton-Aufnahmen des Flugdatenschreibers.
Das NTSB empfahl der Federal Aviation Administration (FAA):
Die Herausgabe eines Bulletins […], um sicherzustellen, dass die Besatzungen in Sachen Cockpit-Ressourcen-Management weitergebildet werden, mit besonderer Betonung auf die Vorzüge der beteiligenden Handlungsweise für Kapitäne und des Durchsetzungsfähigkeits-Trainings für andere Cockpit-Besatzungsmitglieder.
Mit diesen Worten empfahl das NTSB, dass Kapitäne die anderen Besatzungsmitglieder an der Entscheidungsfindung beteiligen sollen und dass andere Crewmitglieder sich besser durchsetzen sollen, wenn sie einen Zustand als gefährlich erachten.

## Folgen
Diese Empfehlung des NTSB bezüglich Crew-Ressourcen-Management stellte den Startschuss dar für weitreichende Umstellungen in der Ausbildung von Besatzungsmitgliedern. Schon wenige Wochen nach Veröffentlichung des Unfallberichts führte die NASA eine gemeinsame Konferenz von Luftfahrtsexperten durch, um die potenziellen Vorteile des Ressourcen-Managements zu erörtern.
Die Einführung des sogenannten Crew Resource Management (CRM) war eine Erfolgsgeschichte. United Airlines begann 1981 mit solchen Trainingsprogrammen, und heutzutage ist CRM-basiertes Training weltweit Standard.
Verantwortlich für den Unfall war Kapitän McBroom, der seine Fluglizenz verlor und sich von United Airlines zurückzog. Er starb am 9. Oktober 2004 im Alter von 77 Jahren.

## Ähnliche Unfälle
Ein ähnlicher Zwischenfall ereignete sich im Jahr 1963, als eine Tu-124 der Aeroflot auf der Neva bei Leningrad notwasserte. Die Ursache dafür war, dass die Piloten ein Fahrwerkproblem lösen wollten, während sie für zwei Stunden in der Nähe des Flughafens Pulkovo kreisten, und dabei ebenfalls den Treibstoffverbrauch nicht beachteten. Bei diesem Unfall überlebten allerdings alle 52 Passagiere und Besatzungsmitglieder.
Weitere ähnliche Unfälle:
- Eastern-Air-Lines-Flug 401: Ein Kontroll-Lämpchen im Cockpit war defekt und zeigte fälschlicherweise ein Problem des Bugfahrwerks an. Aus Unachtsamkeit wurde der Autopilot deaktiviert, und die Crew missachtete den stetigen Sinkflug – bis das Flugzeug in den Everglades-Sümpfen aufschlug.
- Scandinavian-Airlines-System-Flug 933: Im Jahr 1969 stürzte eine DC-8 beim Landeanflug auf Los Angeles über dem Ozean ab. Dazu beigetragen haben eine defekte Bugfahrwerk-Kontrollleuchte und die Bitte der Flugsicherung, die Geschwindigkeit beim Landeanflug deutlich zu reduzieren. Dies wurde dadurch verkompliziert, dass für eine minimale Fluggeschwindigkeit die Landeklappen voll ausgefahren sein müssen, was wiederum nur dann möglich ist, wenn das Fahrwerk ausgefahren ist. Durch die mangelnde Aufgabenteilung im Cockpit beachtete niemand die schwindende Flughöhe.

## = Einzelnachweise
1. 1 2 3 4 5  Unfalluntersuchungsbericht: https://libraryonline.erau.edu/online-full-text/ntsb/aircraft-accident-reports/AAR79-07.pdf, abgerufen am 27. September 2014
2. ↑  Unfallbericht auf www.airdisaster.com (Memento des Originals vom 4. März 2009 im Internet Archive)  Info: Der Archivlink wurde automatisch eingesetzt und noch nicht geprüft. Bitte prüfe Original- und Archivlink gemäß Anleitung und entferne dann diesen Hinweis.
3. ↑  Cooper, White & Lauber (Herausgeber, 1980): Resource Management on the Flightdeck: Proceedings of a NASA/Industry Workshop (NASA CP-2120).

Koordinaten: 45° 31′ 21″ N, 122° 29′ 59″ W